# Гладіатор схиловий
Гладіатор схиловий (Malaconotus lagdeni) — вид горобцеподібних птахів родини гладіаторових (Malaconotidae). Мешкає в Африці. Вид був названий на честь британського дипломата сера Годфрі Лагдена.

## Опис
Довжина птаха становить 23 см. Виду не притаманний статевий диморфізм. Верхня частина тіла, крила і хвіст оливково-зелені, голова темно-сіра. Нижня частина тіла жовта, У представників підвиду M. l. lagdeni груди мають оранжевий відтінок. Края хвоста жовті. Лапи сизі. Дзьоб великий, чорний.
Молоді птахи мають порівняно тьмяніше забарвлення, верхня частина тіла у них коричнювата, нижня частина тіла жовтувата або біла, іноді поцяткована невеликими смужками, дзьоб сіро-коричневий.

## Підвиди
Виділяють два підвиди:
- M. l. lagdeni (Sharpe, 1884) — західноафриканська популяція;
- M. l. centralis Neumann, 1920 — центральноафриканська популяція.

## Поширення і екологія
Схилові гладіатори представлені двома окремими популяціями, кожну з яких вважають окремим підвидом. Одна популяція мешкає в Західній Африці, на заході Сьєрра-Леоне, в Ліберії, Кот д'Івуарі, на півдні Гани і на заході Того. Інша популяція мешкає в гірських лісах Альбертінського рифту в Уганді, Руанді і ДР Конго  . Вони живуть в середньому ярусі і кронах вологих рівнинних тропічних лісів на висоті до 700 м над рівнем моря (на заході Африки) і в тропічних вологих і хмарних гірських лісах на висоті від 2100 до 2800 м над рівнем моря (в Альбертинському рифті).

## Поведінка
Схилові гладіатори харчуються великими комахами і дрібними хребетними. Вони ловлять їх в кронах дерев, на висоті 10-30 м над землею.

## Збереження
МСОП вважає стан збереження цього виду близьким до загрозливого. Йому загрожує знищення природного середовища.